# Hochschwab
A Hochschwab az Alpok hegységben található, a Keleti-Alpokban az Északi-Mészkőalpok zónájához, az Északi Stájer-Alpok körzetéhez tartozó hegység Ausztria Stájerország tartományában.

## Földrajz
A Keleti-Alpok az Alpok nyugat–keleti irányú, kelet felé szétnyíló, alacsonyabb, kevésbé letarolt és ma is kevésbé eljegesedett része.

## Leírása

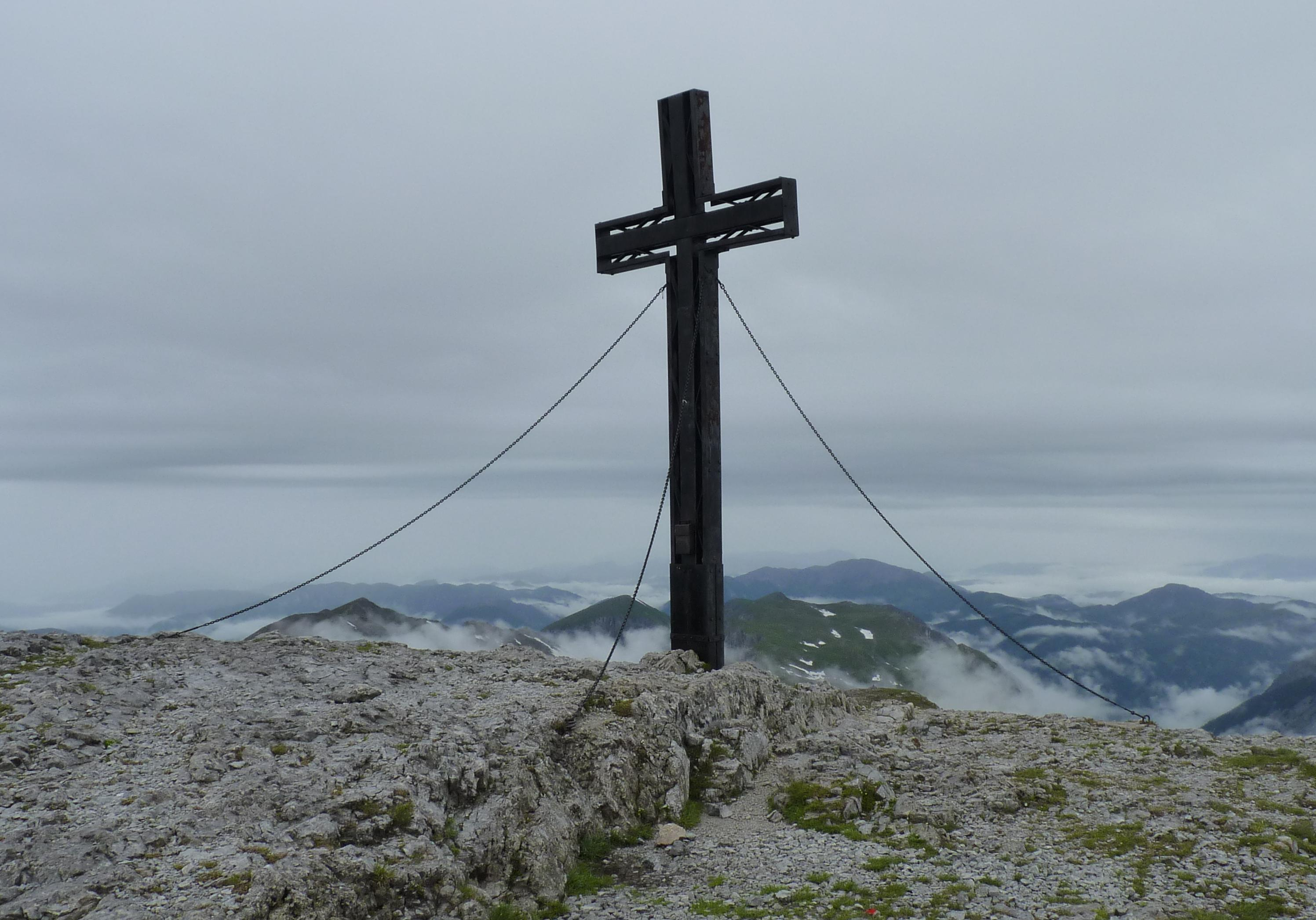
A Hochschwab csúcsa

Az Alpok keleti részében található hegyvonulat nagyrészt Stájerországban, Alsó-Ausztria északkeleti részén található. 
A területet a Keleti-Alpok fő vonulatától a Schober-hágó választja el, amely a Seckani és az Ennsvölgyi-Alpok között található.
A Hochschwab a turisták által az egyik leglátogatottabb útvonal, hosszú szakaszokon lapos és könnyen járható. A nagyjából 10 km hosszú, teljesen csupasz hegygerinc, csodálatos kilátással.
A hegység kelet-nyugati irányban mintegy 400 négyzetkilométer területen, az északi mészkőlapok zónájában. A hegység felső része egy karszt plató.
A hegység jelentősebb csúcsai a 2276 méter magasságú Hochschwab, mely egyben a hegység legmagasabb csúcsa is,  ezen kívül a Ringkamp, Altenzer Staritzen, valamint a Pfaffenstein.
A csúcs déli meredek, sziklás oldala majd 2 km hosszú és kb. 300 méter magas, míg északi oldala füves.